# 赵士杰
赵士杰（1916年10月—2011年7月26日），原名赵保乐，男，直隶（今河北）赵县人，中华人民共和国心胸外科专家，哈尔滨医科大学教授，曾任黑龙江省政协副主席。